# مؤتمر النساء المتحالفات لخدمات الحرب

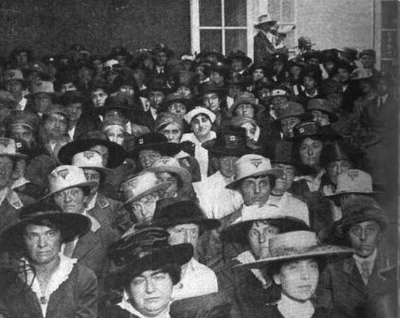

كان مؤتمر النساء المتحالفات لخدمات الحرب اجتماعًا ضخمًا للنساء المشاركات في الحرب. عُقد المؤتمر في مسرح الشانزليزيه في باريس، فرنسا في الثاني والعشرين من شهر أغسطس عام 1918. حضر المؤتمر حوالي ألفين سيدة من المشاركات في خدمات الحرب. وأصبح نادي ليسيوم المقر الرئيسي للمؤتمر، وأوحي المناخ العام وقتها أنه قد يتم إنشاء نادي تابع للحلفاء للنساء المتحالفات كنتيجة لهذه الحركة.
كانت لدي النساء من الدول المتحالفة (فرنسا، بريطانيا، صربيا، إيطاليا، وأمريكا) نظرة مستقبلية. وفقًا لبرنامجهن، كان الهدف من اجتماعهن هو استغلال هذه الفرصة حيث أنهن نساء الدول التي تمتلك القوة لبناء عالم أفضل. وكان يُعتقد أنه إذا تم استخدام هذه القوة بشكلٍ صحيح فإنه سيؤدي إلي قِصر فترة الحرب.

## الحاضرات
كان من المفترض أن يكون المؤتمر برئاسة جورج كليمنصو، رئيس وزراء فرنسا، وموجه بواسطة ديفيد لويد جورج، رئيس وزراء المملكة المتحدة. ولكن بسبب أحداث الحرب تم المؤتمر برئاسة السيد دربي، السفير البريطاني في فرنسا، وبتوجيه من ستيفن بيتشون، وزير الخارجية الفرنسي.
كانت اللجنة التنفيذية برئاسة فيرجينيا فير فاندربلت وكانت تتألف من 26 عضو. كانت اللجنة تتألف من نساء دول التحالف الثلاث الكبري مثل جولي سيجفريد، أفريل دي سانت كروا، السيدة إدوار دي بيلي، كونتيس داوسونفيل، ألين بوانكاريه بوتروكس، مارشيانس من هارتنجتون، الآنسة إيثيل نايت، الآنسة إيثيل نايت، كونتيس هيلين جوبيلت ألفيليلا، ميلدريد بارنز بليس، إديث وارثون، إيزابيل ستيفنز لاثروب، وإديث روزفلت. كانت إيرين هيدلي أرمز وماري دينغكام وماري جورج وايت من جمعية الشابات المسيحيات الأمريكية.
وقد احتوي المؤتمر علي مائة واثنان جمعية مختلفة من جمعيات النساء لخدمات الحرب. كما تواجدت سيدات بريطانية، فرنسية، أمريكية، وكذلك بلجيكية، وايطالية، ورومانية، وبولندية، وصربية، ومونتنجرية لتمثيل بلادهن بطريقة رسمية في الحرب. روسيا أيضًا كانت مُمَثلة حيث أن نساء العالم لم يُعارضوا مشاركة نظائرهن الروسيات لأجل الحرية. وقد احتوي المؤتمر أيضًا علي سيدات من دول أمريكا الجنوبية، آسيا، وأفريقيا. وفقًا لباريس هيرالد كان ثلاثة ارباع الحاضرات من النساء العاملات في الحرب من جمعية  الشابات المسيحية الأمريكية، والنساء من الصليب الأحمر الأمريكي، وجمعية الشبان المسيحيين، والنساء العاملات في الصندوق الأمريكي الفرنسي للجرحى.
كان كلٌ من إديث بلفور ليتيلتون، التي كانت تُمثل جمعية جيش الأرض النسائية، والسيدة كاثرين فورز من جمعية الخدمات البحرية الملكية للنساء، وكاثرين ستيوارت - موراي، دوقة أثول التابعة للصليب الأحمر البريطاني، وراي ستراشي من الحركة العمالية النسائية البريطانية جزءًا من الوفد البريطاني. كان المثلث البريطاني الأزرق مُمثلًا بواسطة كل من ألكسندرينا ماك آرثر «رينا» كارسويل داتا (1886-1978)، ومارس هارتنغتون والآنسة إثيل نايت.
حضرت الخمس وسبعون أمينة من جمعية  الشابات المسيحية الأمريكية نيابةً عن نساء الولايات المتحدة الاتي قمن بإرسالهن إلي فرنسا. حضر المؤتمر أيضًا مندوبات عن حوالي مائة منظمة أخري. . تحدثت جانيت والاس إمريتش، من بيركلي بكاليفورنيا، في الكونجرس الأمريكي عن روح التعاون التي أبدتها جميع النساء العاملات في الحرب، وعن الامتنان الذي شعرت به فرنسا على وجه الخصوص تجاه النساء الأمريكيات.

## الأنشطة
أُقيم حفل توضيحي يوم 21 أغسطس في مسرح الشانزليزيه.
في الثاني والعشرين من شهر أغسطس قام السفير البريطاني لدي فرنسا، السيد دبري بقرأة قائمة باسماء المنظمات ليقف الوفد المُمَثل لها بشكل جماعي. وقفت ألفي سيدة وقمن بغناء «ترنيمة معركة الجمهورية» بقيادة فرقة أمريكية من أصل غير أبيض باللغتين الإنجليزية والفرنسية. تم استعراض برنامج الحرب للمرأة الفرنسية في المؤتمر. قالت سيدة فرنسية-كانت تتمنى لو أن بلدها وحكومتها أكثر حكمة-للجنة التنفيذية: إذا استطعت ابعاد الحكومة الفرنسية عن هذه الحركة، فستكون قد حررت نساء فرنسا؛ حيث أنه سوف تبدأ حقبة جديدة بالنسبة لهن. تحدثت إميل بطرو، احدي أبرز النسويات في فرنسا، عن التوفيق بين النساء الفرنسيات والنساء من باقي انحاء العالم. أدركت النساء الفرنسيات في ذلك اليوم-ربما لأول مرة-قوة النساء. صرحت ليتيلتون أن النساء ربما يكونن قد فعلن الكثير، لكنهن يطمحن فعل أكثر من ذلك. وقد قامت بقرأة رسالة من الرئيس وودرو ويلسون، ثم حددت الهدف الأسمي للعاملات في الحرب، وهو الوصول إلي انسجام أكبر واتحاد أقوى من أي وقت مضي بين جميع نساء الحلفاء.
وشملت الأنشطة الأخرى عشاء في فندق كاي دورسي، حضرته خمسمائة امرأة متحالفة. وعند ختام المؤتمر كانت هناك حوالي ألفي امرأة منتشرة في باريس.

## الإرث
اتفقت اللجنة التنفيذية للمؤتمري علي إرسال وثيقة لجميع نساء الحلفاء تتضمن ما يلي
تتقدم النساء العاملات بمجال خدمات الحرب في فرنسا بالتحية لزملائهن بالعمل من دول الحلفاء.
أما بعد، يجب أن يكون هدفنا الأسمي هو:
الوقوف باتحاد وراء جيوشنا.
تقديم أي خدمة من شأنها السماح لأحد الرجال بالذهاب لمحاربة العدو.
ملئ أي فجوة
تشكيل جدار قوي مثل قوة جنودنا.
تعزيز جنودنا لأنهم يعملون علي حمايتنا، وذلك لتسريع الانتصار والوصول إلي السلام الدائم.
نرسل تحية خاصة مليئة بالاحترام، إلى النساء اللائي ينتظرن. إن الشجاعة التي يتحملون بها عبء قلقهن وصعوبة انتظارهن، هي التي تدفعا إلي المضي في طريقنا. لنَستمرفي المُضي قدمًا، أيتها النساء المشاركات في خدمات الحرب في الداخل والخارج، جميعنا معًا، لنستمر في ذلك!

## السجلات
تم التخطيط للاجتماعات في الثالث والسابع من شهر أغسطس عام 1918. تم الاحتفاظ بأهم نقاط اجتماعات اللجنة التنفيذية في أرشيف بليس، بأرشيف جامعة هارفارد.